# 가오준이
가오준이(중국어: 高准翼, 병음: Gāo Zhŭnyì, 한자음: 고준익, 1995년 8월 21일 ~ )는 조선족 출신 중국의 축구 선수로 현재 산둥 타이산에서 수비수로 뛰고 있으며 한국식 이름은 고준익이다.

## 구단 경력
2009년 상하이 럭키 스타에 합류하면서 축구 경력을 시작했다 2014년 1월 31일, J2리그의 카탈레 도야마로 이적하여 자슈취안과 쉬샤오페이에 이어 일본 프로 리그에서 뛰는 세 번째 중국 축구 선수가 되었다. 2014년 3월 26일 요코하마 FC와의 경기에서 2-1로 패하며 구단 데뷔전을 치렀고, 카탈러 도야마에서 뛰는 최연소 축구 선수가 되었다. 2014년 4월 29일, 3-2로 이긴 마쓰모토 야마가 FC와의 경기에서 구단의 첫 골을 기록하여 18세 8개월 8일의 나이로 클럽 역사상 최연소 득점자가 되었다. 2015년 1월 13일, 2014 시즌에 구단이 강등된 후 동료 2부 리그인 아비스파 후쿠오카로 이적했다. 2015년 4월 1일, 요코호마 FC를 상대로 2-2 무승부를 기록하며 구단 데뷔전을 치렀다.
2015년 7월 3일, 중국 슈퍼리그의 산둥 루넝으로 이적했다. 2016년 2월 25일, 가오는 2017년 1월 31일까지 같은 강팀인 허베이 차이나 포춘에 임대되었다. 2016년 3월 4일 광저우 R&F를 상대로 2-1 승리를 거두며 클럽 데뷔전을 치렀다. 2017년 2월, 리가 I CFR 클루지의 제안을 거부한 후 영구적으로 구단에 이적했다.
2019년 2월 2일, 광저우 에버그란데 로 이적했다. 2019년 3월 1일, 톈진 톈하이와의 리그 경기에서 3-0으로 승리하며 구단에 데뷔할 예정이다. 시즌 내내 계속해서 구단 내에서 중요한 멤버로 자리매김하고 구단과 함께 2019년 중국 슈퍼리그 타이틀을 획득했다.
2022년 4월 28일, 그는 새로 승격된 최상위 팀 우한 쓰리 타운스와 계약했다. 그는 2022년 8월 12일에 베이징 궈안과의 리그 경기에서 데뷔전을 치러 5-1로 승리했다. 경기 후 그는 주전 선수로서 중국 슈퍼리그 2022 타이틀을 획득하는데 성공했다.

## 수상

### 클럽
아비스파 후쿠오카
- J2리그 : 3위 (2015)

허베이 FC
- 중국 슈퍼리그 : 4위 (2017)

광저우 FC
- 중국 슈퍼리그 : 우승 (2019), 준우승 (2020), 3위 (2021)
- AFC 챔피언스리그 : 4강 (2019)

## 가족 관계
- 아버지: 가오중쉰
- 동생: 가오밍이